# Clinopodium pulchellum
Clinopodium pulchellum là một loài thực vật có hoa trong họ Hoa môi. Loài này được (Kunth) Govaerts mô tả khoa học đầu tiên năm 1999.